# Šibka kislina
Šibka kislina je kislina, ki v vodi nepopolno disociira in odda le del protonov. Tako sta v raztopini v ravnovesju protonirana (HA) in neprotonirana oblika (A-). Šibke kisline imajo višjo vrednost pKa kot močne kisline; slednje namreč v vodi oddajo praktično vse vodikove protone.

## Razlaga
Šibke kisline v vodi le deloma ionizirajo. Če protonirano obliko kisline označino kot HA, deprotonirano obliko pa kot A-, potem v raztopini še vedno ostane znatna količina HA. 
Ravnovesje med obema oblikama predstavlja naslednja enačba:
{\displaystyle \mathrm {HA_{(aq)}\,\leftrightarrow \,H^{+}\,_{(aq)}+\,A^{-}\,_{(aq)}} .}
Razmerje koncentracij reaktantov in produktov odraža t. i. disociacijska konstanta (Ka):  
{\displaystyle \mathrm {K_{a}\,=\,{\frac {[H^{+}\,][A^{-}\,]}{[HA]}}} }
Višja je vrednost Ka, večji delež kisline protonira in nižji je pH raztopine. Ka šibkih kislin se giblje med 1,8×10−16 in 55,5.  Kisline s Ka, nižjim od 1,8×10−16 so šibkejše kisline od vode.

## Primeri
- ocetna kislina
- ogljikovodikova kislina
- acetilsalicilna kislina